# Гаджиев, Абдулхаким Кутбудинович
Абдулхаким Кутбудинович Гаджиев (род. 13 февраля 1966, Зубутли, Дагестанская АССР) — российский политический деятель, депутат Государственной думы восьмого созыва от партии «Единая Россия» (с 2021 года), избранный от Республики Дагестан. Член комитета по безопасности и противодействию коррупции. Генерал-майор полиции. Из-за вторжения России на Украину находится под международными санкциями Евросоюза, США, Великобритании и ряда других стран.

## Биография
Абдулхаким Гаджиев родился в 1966 году в селе Зубутли Казбековского района Дагестана, в аварской семье. Окончил школу, Буйнакский кооперативный техникум (по специальности «бухгалтер», в 1985 году начал работать бухгалтером в РАЙПО Буйнакского района. В 1985—1987 годах служил в Воздушно-десантных войсках. В 1989 году поступил в Нижегородскую высшую школу МВД СССР, окончил её в 1992 году. Работал в органах внутренних дел Дагестана оперуполномоченным, старшим оперуполномоченным, начальником отделения УУР МВД.
В 1999 году Гаджиев участвовал в боевых действиях в Дагестане в составе спецгруппы УБОП. В 2005—2010 годах был заместителем начальника Управления по борьбе с организованной преступностью МВД РД. В 2013—2016 годах — заместитель начальника полиции округа по оперативной работе, начальник 3-й ОРЧ по наиболее опасным экономическим преступлениям ГУ МВД России по Северо-Кавказскому федеральному округу. В 2016—2021 годах — заместитель командующего Северо-Кавказским округом войск национальной гвардии РФ по лицензионно-разрешительной работе.
В 2021 году Гаджиев был избран депутатом Государственной Думы VIII созыва от Республики Дагестан.
22 июня 2023 года Гаджиев защитил в диссертационном совете Всероссийского государственного университета юстиции кандидатскую диссертацию по юриспруденции.

## Награды
- Медаль «За отличие в охране общественного порядка».
- Медаль За отличие в воинской службе 1 степени.
- Медаль «За проявленное мужество» (12 сентября 2024) — за содействие в укреплении государственной безопасности, мужество, отвагу и самоотверженность, проявленные при защите территории Республики Дагестан от международных бандформирований в 1999 году[3].
- Ведомственные медали Минобороны РФ, МВД РФ и ФСНВГ РФ.